# Sophie MacKenzie
Sophie MacKenzie (* 31. März 1992 in Blenheim) ist eine neuseeländische Leichtgewichts-Ruderin. Sie gewann zusammen mit Julia Edward 2014 und 2015 den Weltmeistertitel im Leichtgewichts-Doppelzweier.
Zusammen mit Georgia Hammond gewann Sophie MacKenzie 2012 die Bronzemedaille im Leichtgewichts-Doppelzweier bei den U23-Weltmeisterschaften. Im Jahr darauf belegte sie zusammen mit Lisa Owen wieder den dritten Platz bei den U23-Weltmeisterschaften. 2014 ruderte sie gemeinsam mit Zoe McBride und diesmal gewann der neuseeländische Doppelzweier den U23-Titel. Rund fünf Wochen nach den U23-Weltmeisterschaften startete Sophie MacKenzie zusammen mit Julia Edward bei den Weltmeisterschaften in Amsterdam und gewann auch den Titel in der Erwachsenenklasse. 2015 unterlagen die beiden beim Weltcup in Varese gegen die Britinnen Katherine Copeland und Charlotte Taylor. Beim Weltcupfinale in Luzern siegten MacKenzie und Edward, während die Britinnen nur den vierten Platz belegten. Im Finale der Weltmeisterschaften 2015 erkämpften die beiden Neuseeländerinnen die Goldmedaille mit etwas über einer Sekunde Vorsprung auf die beiden Britinnen. Im Jahr darauf erreichte bei den Olympischen Spielen 2016 kein Medaillengewinner der Weltmeisterschaften 2015 die Medaillenränge, MacKenzie und Edward lagen als Viertplatzierte über vier Sekunden hinter dem Bronzeplatz zurück. 